# 西格瑪和聲
《西格瑪和聲》是一款由Square Enix開發的任天堂DS用遊戲，在日本於2008年8月21日上市。游戏結合解謎神秘冒險與角色扮演要素。在游戏中玩家将扮演御音师黑上西格玛和御符师月弓弥音，以位於東京地下的「黑上之館」為遊戲舞台，為了解開世界成為廢墟的原因而開始冒險。
遊戲製作邀請曾經製作人氣角色扮演游戏最終幻想系列監督以及製作人的北瀨佳範擔任本作製作人，並包含參與《最終幻想VII》等作品劇情與事件製作的千葉廣樹擔任監督、副角色與機器設計的仲秋勇作擔任本作角色設定，音樂是由參與《最終幻想X》以及系列作《最終幻想XIII》作曲的浜渦正志。

## 系统
游戏结合了冒险、推理与角色扮演的要素。游戏分为多个章节，在每章中，玩家需要在场景各处搜集解谜要素，将要素进行推理揭开谜题，并根据推理的结果打败强弱不同的头目。

## 登場人物
- 黑上西格瑪（配音：小野大輔）：本故事主角。從以前就繼續使用人的一族。黑上家時期頭頭。
- 月弓彌音（配音：平野綾）：本故事的女主角。西格瑪的青梅竹馬也是同學。
- 黑上靜馬（配音：小山力也）：西格瑪家住時超過50年追溯的時代的黑上家頭頭。
- 黑上佳子（配音：小林優）：黑上家頭頭夫人。
- 假面執事（配音：藤原啓治）：黑上家代代服侍守人家的人類。
- 迪庫森（配音：稻田徹）：「逢魔人」所招喚的強而有力的逢魔。
- 克里絲蒂（配音：能登麻美子）：「逢魔人」所招喚的強而有力的逢魔。
- 黑衣男（配音：福山潤）：屢次在西格瑪面前出現，神秘又留下年以費解的言詞的黑衣男。
- 黑上梅：黑上家的祖奶奶。
- 姬籠百合子：在黑上家工作的女傭。
- 彌彌：住在黑上家的少女。
- 黑上勇：成為下任黑上家頭頭的少年。
- 讓葉芙蓉：從話中就能分辨真假的能力的讓葉家的頭頭。
- 讓葉麟：忍耐芙蓉也有讓葉能力的少年。

## 开发
“西格玛和声”是史克威尔艾尼克斯的注册商标。游戏由参与富豪街系列和《Lord of Vermilion》开发工作的Think Garage开发。开发团队的重要成员曾合作开发过《地獄犬的輓歌：最終幻想VII》。游戏由北濑佳范制作，千叶广树监督，二人在《时空之轮》中分别担任合作监制与合作策划。千叶的灵感来自昭和时代作家，如横沟正史和平井太郎，其亦打算创作一款相似氛围的电子游戏。游戏人物设定由仲秋勇作负责。千叶称赞了仲秋以往的图设，将其推荐给北濑，并称“不采用仲秋的作画将是一个可怕的浪费，虽然史克威尔艾尼克斯有很多很棒的设计师”。

## 音乐
游戏音乐由为《地獄犬的輓歌：最終幻想VII》等游戏作曲的浜涡正志谱写。游戏原声碟《西格玛和声 原声音乐集》（シグマ ハーモニクス オリジナル・サウンドトラック）于2008年9月24日在日本发售，其中收录了37首音乐。其内容包括游戏的全部音乐，以及由月弓彌音声优平野绫演唱的主题曲《Harmonia vita》。专辑封面由游戏人物设定仲秋勇作绘画。
| 西格玛和声 原声音乐集 | 西格玛和声 原声音乐集                  | 西格玛和声 原声音乐集 |
| 曲序                  | 曲目                                   | 时长                  |
| --------------------- | -------------------------------------- | --------------------- |
| 1.                    | もう1つの明日                          | 0:58                  |
| 2.                    | さざなむ夢                             | 2:24                  |
| 3.                    | 時の残滓                               | 2:51                  |
| 4.                    | 黒き導き                               | 0:10                  |
| 5.                    | 流れし刻                               | 2:40                  |
| 6.                    | 狭間を流離う                           | 2:32                  |
| 7.                    | 穏やかな音色                           | 2:08                  |
| 8.                    | 近づく深淵                             | 1:49                  |
| 9.                    | 希望与えし「戌吠の神楽」               | 2:34                  |
| 10.                   | 封印完了                               | 1:23                  |
| 11.                   | 歪んだ悪夢                             | 0:06                  |
| 12.                   | 魔を刺されし人                         | 0:56                  |
| 13.                   | 光り誘う「鐵牛の神楽」                 | 2:37                  |
| 14.                   | 神降ろし                               | 1:40                  |
| 15.                   | 浸食する闇                             | 1:20                  |
| 16.                   | 紡がれる時                             | 0:35                  |
| 17.                   | 心奮わす「窮鼠の神楽」                 | 2:43                  |
| 18.                   | 表出せしは「大蛇の神楽」               | 0:52                  |
| 19.                   | 人の形作りし恨み                       | 0:59                  |
| 20.                   | 呼び求める三重爪                       | 0:54                  |
| 21.                   | 悠久の果て「山鯨の神楽」               | 0:44                  |
| 22.                   | 安寧在らざる「白鳥の神楽」             | 0:45                  |
| 23.                   | 侵攻せしめし「若駒の神楽」             | 0:39                  |
| 24.                   | 暗夢より始まる「羊神の神楽」           | 0:36                  |
| 25.                   | 緩り進みし「猩々の神楽」               | 0:38                  |
| 26.                   | 天上天牙「獣王の神楽」                 | 0:47                  |
| 27.                   | 麗らかなるかな「龍神の神楽」           | 0:56                  |
| 28.                   | 恐怖の先にある希望                     | 0:51                  |
| 29.                   | 逢魔が時に視るもの                     | 2:42                  |
| 30.                   | 其が奏でるは「魔奏曲」                 | 2:01                  |
| 31.                   | 悲涙                                   | 1:06                  |
| 32.                   | 言の葉は揺すられた                     | 1:41                  |
| 33.                   | 終極へ導くは「月精の神楽」             | 2:48                  |
| 34.                   | 転回せしめるは時の悲鳴                 | 2:14                  |
| 35.                   | 彼の者は誰時に                         | 2:20                  |
| 36.                   | やがて訪れる時                         | 2:24                  |
| 37.                   | Harmonia vita(SIGMA Mix)（歌：平野綾） | 3:37                  |

## 评价
《西格玛和声》在开始日本发售时排到了销售榜第八位，销量为23,000。截至2008年9月30日，游戏在日本售出了70,000份。日本杂志《Fami通》为游戏打了31/40分。

## 外部連結
- （日語）《西格瑪和聲》官方網站 （页面存档备份，存于）